# Bertoleoni di Tavolara

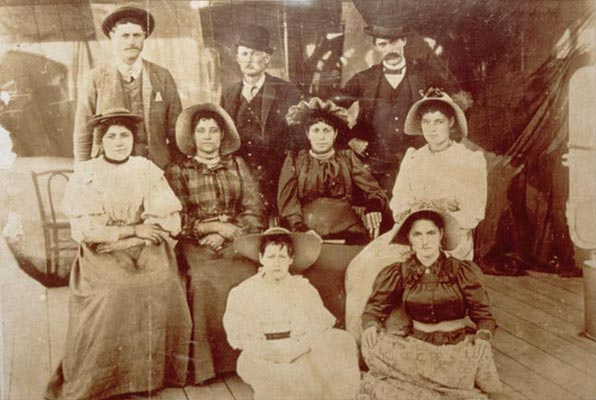
La famiglia di Carlo I Bertoleoni in una fotografia della fine dell'Ottocento

I Bertoleoni sono una famiglia di origine genovese, trasferitasi in Corsica, poi in alcuni isolotti dell'arcipelago di La Maddalena per stabilirsi, infine, a Tavolara, all'ingresso del golfo di Terranova Pausania, di cui saranno gli unici abitanti e proprietari, fino alle acquisizioni dei veneto-romani Marzano e alla servitù militare concessa dallo Stato alla NATO su una parte dell'isola. La famiglia è nota per essere protagonista della leggenda del "Regno di Tavolara".
La famiglia Bertoleoni non figura negli "Elenchi Nobiliari ufficiali" del regno d'Italia. Di conseguenza la sua nobiltà non risulta legalmente riconosciuta nel periodo monarchico.. Questa omissione, tuttavia, è compatibile con l'ipotesi che tale famiglia fosse considerata straniera, in quanto non avrebbe avuto alcun senso ascriverla nell'elenco della nobiltà italiana. Come altre casate, sia pure non considerate nobili, disponeva di due stemmi (antecedenti alle vicende di Tavolara), che illustravano i diversi rami: quello di Genova, che poi si trasferì nell'isoletta sarda (Troncato: nel 1° d'azzurro all'aquila volante al naturale; nel 2° di rosso ruggine al leone rampante di carnagione); quello di Napoli e Messina (D'azzurro al leone rampante al naturale sormontato da un rametto di olivo).

## Storia
Nel 1807, quando, a causa dell'occupazione napoleonica del Piemonte, il re di Sardegna Vittorio Emanuele I trasferì la corte a Cagliari, le intenzioni regali di colonizzare certe zone deserte dell'isola indussero il ventinovenne ligure Giuseppe Bertoleoni ad abbandonare la Corsica (dove era ricercato dai gendarmi francesi), in cui allora dimorava, e ad approdare nella solitaria Tavolara, dopo aver momentaneamente lasciato i congiunti nelle isolette di Soffi e Santa Maria, nell'arcipelago maddalenino, dove aveva avuto i natali. Alcuni viaggiatori che nei secoli XIX e XX si erano avventurati a Tavolara scrissero relazioni sull'incontro con Giuseppe e le sue cosiddette capre dai denti dorati (per via di alcune erbe di cui si cibavano).
I seguenti personaggi sono stati i principali esponenti della famiglia:
- Giuseppe I Bertoleoni  (La Maddalena, 20 dicembre 1778 - La Maddalena, 10 agosto 1849)

Giuseppe Bertoleoni nel 1807 si trovò nella bizzarra situazione di essere l'unico e quasi sicuramente il primo abitante dell'antica isola Hermaea, popolata da un'insolita fauna e una ricca flora.
Giuseppino era figlio dei liguri Paolo di Levie e Mariangela Pinto.
Intorno al 1845 il Bertoleoni decise di dividere i suoi possedimenti (comprendenti anche Spargi e Mortorio) e lasciò Tavolara a Polo.

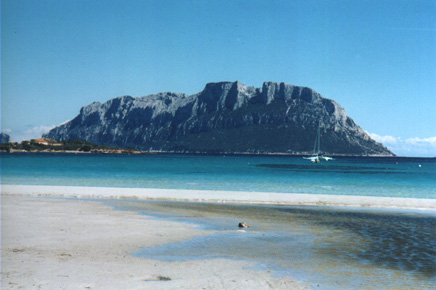
Veduta di Tavolara

Gli archivi parrocchiali di La Maddalena registrano la morte di Giuseppe il 10 agosto 1849.
Nello Spalmatore di terra o di dentro, Giuseppe edificò la prima casa in muratura, costituita da un solo grande vano.
Si giunse allora al 1836, anno della presunta visita a Tavolara, per una battuta di caccia, del re Carlo Alberto che, con una frase scherzosa, avrebbe tacitamente infeudato l'isoletta a Giuseppe e discendenti: la pergamena di investitura, di nobiltà e di proprietà arrivò alla prefettura di Sassari, ma andò perduta, come i doni elargiti dal sovrano. La leggenda fu dunque imbastita e rinvigorita solo dalle testimonianze verbali dei Bertoleoni e da personaggi poco raccomandabili che cercavano di sfruttare la situazione.
- Paolo I  (Tavolara, 1812 - Tavolara, 1886)

Paolo I o Polo (alla francese) prese esageratamente sul serio l'investitura del feudo, facendo dipingere sulla facciata della prima residenza, successivamente ampliata, l'albero genealogico e una grande corona regale (che ancora si possono vedere).
Nell'isola, nel frattempo, unitamente ai tavolaresi propriamente detti, discendenti da Giuseppino (che parlavano il dialetto maddalenino), stabilirono la residenza, con il consenso di Polo, alcuni ponzesi, che si dedicarono alla pesca, e dei galluresi, dediti all'allevamento del bestiame e alla cottura della calce, determinante, questa, nell'economia dell'isola.
La popolazione dell'isoletta, pertanto, giunse a un massimo di 61 abitanti su una superficie di 5,9 chilometri quadrati.
Nel 1886, all'età di 74 anni, Paolo Bertoleoni decedette e fu sepolto nel piccolo cimitero, prospiciente la banchina di approdo, nell'estrema punta dello Spalmatore di Terra, dove lo raggiungeranno la moglie Pasqua Favale e la loro posterità.
- Carlo I  (Tavolara, 1845 - Terranova Pausania, 1927)

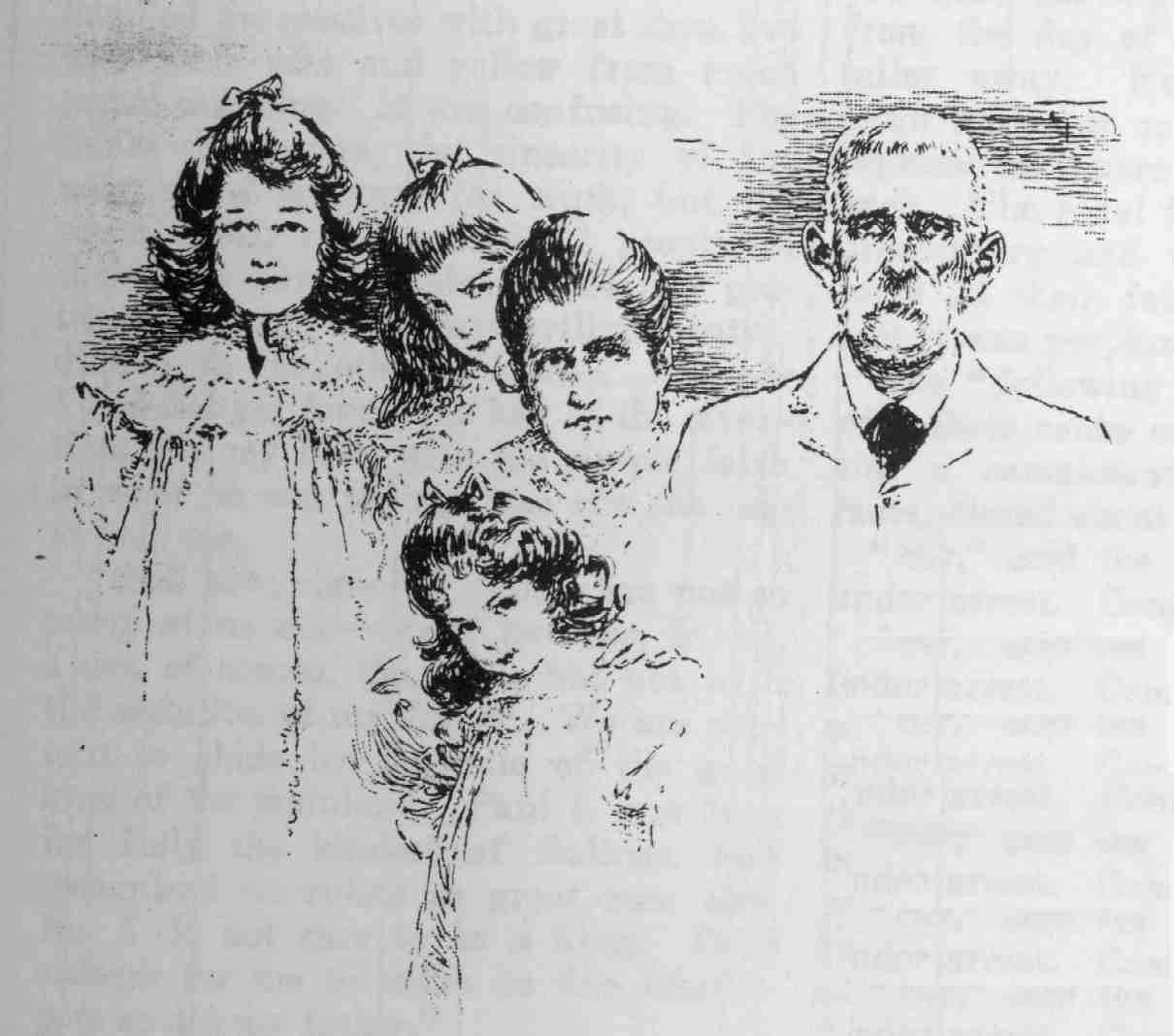
Carlo I Bertoleoni con la moglie e le figlie (1904)

Scomparso Paolo I, il primogenito Carlo lasciò temporaneamente la cura degli affari dell'isola alla madre Pasqua, per poi riprenderla nel 1896.
Carlo I e la moglie Maddalena Favale (agiata maddalenina che non esitò a risiedere a Tavolara quando l'industria della calce non andava bene) vissero in solitudine anche durante il primo conflitto mondiale. I tavolaresi, in verità, avevano scarsi contatti con l'isola madre e non solo per la paura della malaria che la flagellava.
Carlo I morì nel 1927, all'età di 82 anni, e fu sepolto nel cimitero vecchio di Terranova Pausania.

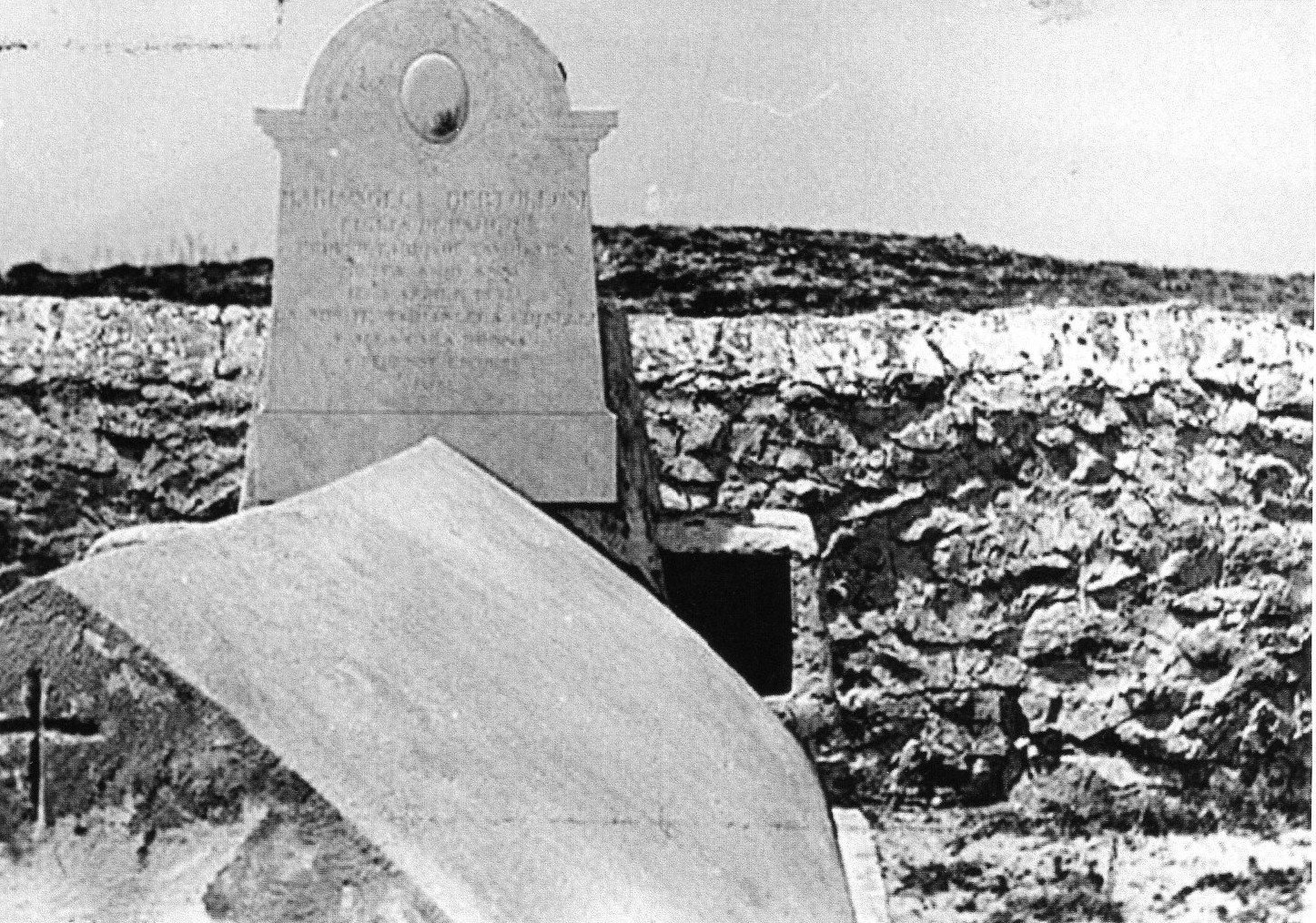
Tomba di Mariangela Bertoleoni nel cimitero di Tavolara

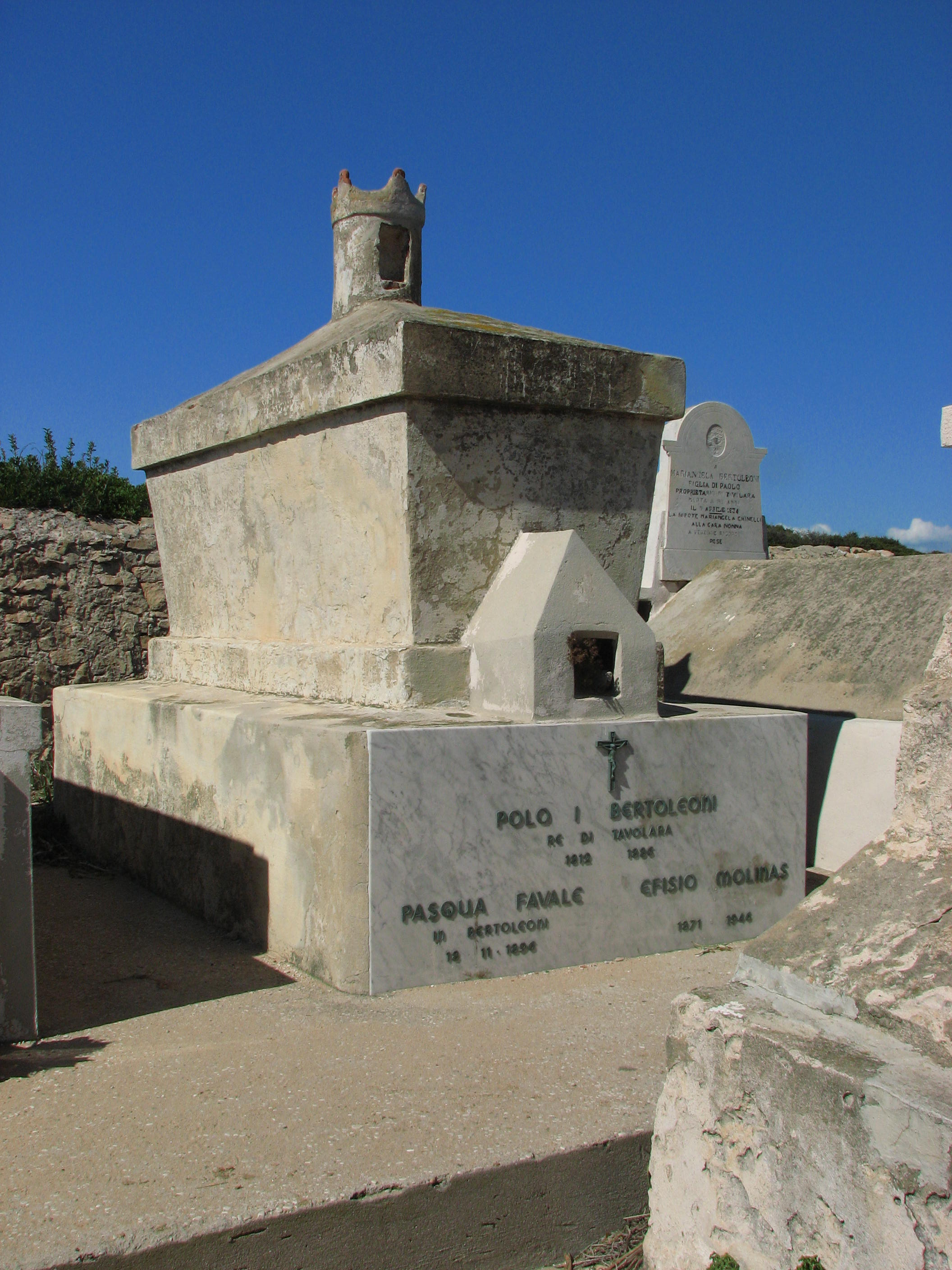
Il monumento funebre di Paolo I e di Pasqua

- Mariangela (Tavolara, 1841 - Tavolara, 1934)

Morto Carlo I, nel 1927, il primogenito trentenne Paolo II preferì per qualche anno fidarsi, per sovraintendere alle cose di Tavolara, della saggezza dell'anziana e autorevole zia, primogenita di Polo I, Mariangela Bertoleoni, coniugata con Bachisio Molinas.
- Paolo II  (Tavolara, 1904 - Tavolara, 1962)

Sposò Italia Murru, che ebbe una lunghissima vita e gli diede tre figli: Carlo II, Maddalena e Tonino.

Ai Bertoleoni rimase, intanto, la proprietà di soli cinquanta ettari nello Spalmatore di terra: Paolo morì nel 1962 e fu sepolto nel piccolo cimitero.
- Carlo II  (Tavolara, 1931 - Santa Teresa di Gallura, 1993)

Scomparso Paolo II, gli subentrò nella gestione delle loro proprietà di Tavolara Carlo II, con la guida della madre Italia.
Uomo serio e rispettabile, non godette di buona salute e, celibe, morì il 9 maggio 1993 a Santa Teresa di Gallura, ma fu tumulato nell'isola.
- Antonio, detto Tonino  (Tavolara, 1933)

Fratello minore di Carlo II. Sposato con Maria Pompea Romano, ha avuto tre figli: Loredana, Paola e l'erede Giuseppe (coniugato con Teresa Taras e padre di Elisa e Sofia). Interessato a tutto quello che riguarda l'isolotto, si dedica al suo sviluppo turistico, come la sorella Maddalena..